# Voici les clés
Voici les clés è un adattamento tradotto della canzone Nel cuore nei sensi pubblicata in Italia dal gruppo Albatros, con il testo in francese di Pierre Delanoë.
La versione di Gérard Lenorman fu pubblicata nel 1976 nell'album Drôles de chansons e in un 45 giri nel 1976 Voici les clés/Comme une chanson bizarre. 
In Francia, Voici les clés all'inizio del 1977, per due settimane, il disco è stato al primo posto nelle vendite.

## Versione in italiano
L'originale italiano di Toto Cutugno e il suo gruppo Albatros era stato pubblicato nel 1976 nel 45 giri Nel cuore nei sensi/L'albatros. Nel 1996 Toto Cutugno ha ri-registrato la canzone due volte in italiano e in francese per essere inserita nell'LP/CD Canzoni nascoste.